# 马松热
马松热（法語：Massongex，法語發音：[masɔ̃ʒɛ]）是瑞士瓦萊州的一个市镇，位於該國南部，面積6.63平方公里，海拔高度308米，2011年人口1,659，七成半人口信奉羅馬天主教，人口密度每平方公里250人。

## 地名
该地名“Massongex”发音为[masɔ̃ʒɛ]而非[masɔ̃ʒ]，《世界地名翻译大辞典》与《世界地名译名词典》将其误译作“马松日”。

## 外部連結
- Official website （页面存档备份，存于） （法文）